# Apistogramma payaminonis
Apistogramma payaminonis är en fiskart som beskrevs av Kullander, 1986. Apistogramma payaminonis ingår i släktet Apistogramma och familjen Cichlidae. Inga underarter finns listade i Catalogue of Life.